# Demon (band)
Demon is een Britse heavy metal band, opgericht in 1979 door zanger Dave Hill en gitarist Mal Spooner, beiden afkomstig uit Leek, Staffordshire. Ze worden beschouwd als een belangrijke band in de New Wave of British Heavy Metal-beweging.

## Bezetting
Huidige leden
- Dave Hill (leadzang, 1979–1992, 2001–heden)
- Paul 'Fasker' Johnson – (basgitaar (2011-2012, 2022–heden)
- Karl Waye (keyboards, 2001, 2012–heden)
- Neil Ogden (drums, percussie, 2002–heden)
- David Cotterill (gitaar, 2007–heden)
- Paul Hume (gitaar, 2012–heden)

Voormalige leden
- Paul Riley (basgitaar, 1979–1980)
- John Wright (drums, percussie, 1979–1987)
- Clive Cook (gitaar, 1979–1980)
- Mal Spooner (†1984) (gitaar, 1979–1984; died in 1984)
- Les Hunt (basgitaar, tot 1981, gitaar van 1981–1983)
- Chris Ellis (basgitaar, 1982–1983)
- Gavin Sutherland (basgitaar, 1984–1985)

- Steve Watts (keyboards, 1984–1991)
- John Waterhouse (gitaar, 1985–1992)
- Andy Dale (basgitaar, 1987–1988, 1997–2011)
- Nick Bushell (basgitaar, 1988–1991)
- Scott Crawford (drums, 1988–1991)
- Steve Brookes (gitaar, 1988–1992, 1997–2001)
- Mike Thomas (basgitaar, 1992)

- Paul Rosscrow (drums, percussie, 1992)
- John Cotterill (drums, percussie, 2001)
- Duncan Hansell (keyboards, 2001)
- Karl Finney (gitaar, 2003–2005)
- Tim Read (gitaar, 2005–2007)
- Paul Farrington (keyboards, 2002–2012)
- Paul Johnson (basgitaar, 2011–2012)
- Ray Walmsley (gitaar, 1997–2011, basgitaar 2012-2022)

## Geschiedenis
De oorspronkelijke bezetting werd aangevuld door de voormalige Hunter-leden Les Hunt (leadgitaar), Chris Ellis (basgitaar) en John Wright (drums). De band werd in 1980 gecontracteerd door Clay Records van Mike Stone en kreeg een licentie van Carrere Records om zich bij hun stal metalbands te voegen. Hun debuutalbum Night of the Demon werd uitgebracht in 1981. Na hun vervolgalbum The Unexpected Guest uit 1982, experimenteerde de band verder dan het NWOBHM-geluid en bewoog de band in een meer melodieuze richting met behoud van de meer traditionele heavy metal black magic lyrische stijl.
In 1983 veranderde Demon van richting. The Plague betekende een zwaai naar een meer progressief geluid en voegde de toetsen van sessiemuzikant Andy Richards toe aan het geluid van het album. Tekstueel veranderde de band ook van richting en schakelde over naar een meer openlijk politieke stijl die hun albums voor de rest van hun carrière zou kenmerken. Het volgende door Pink Floyd beïnvloede album British Standard Approved (1984), uitgebracht op het kleine onafhankelijke Clay-label, was geen enorm commercieel succes en met de dood van Mal Spooner later dat jaar leek het erop dat de band snel zou ontbinden. Op dat moment had de band in Steven Watts een vaste toetsenist en co-songwriter aangetrokken.
Het volgende album, Heart of Our Time (1985), liet zien dat de overgebleven leden van de band vastbesloten waren door te gaan en het was het begin van een nieuwe songwriting-samenwerking tussen Hill en Watts. Hoewel het album wordt beschouwd als de zwakste publicatie van de band, maakte het de weg vrij voor de veelgeprezen Breakout (1987) en de opvolger Taking the World by Storm (1989). De band zou tijdens de jaren 1990 nog de twee albums uitbrengen, Hold on the Dream (1991) en Blow Out (1992), voordat ze uit elkaar gingen in 1992. Dit was volgens zanger en oprichter Dave Hill te wijten aan vermoeidheid.
Hill herenigde in 2001 de band met nieuwe leden en bracht het nieuwe album Spaced Out Monkey (2001) uit. De band toerde met Magnum-zanger Bob Catley in 2005. De band heeft sindsdien nog de drie albums uitgebracht: Better the Devil You Know (2005), Unbroken (2012) en Cemetery Junction (2016). Alle albums die na de reünie van de band verschenen, kregen positieve recensies van de pers, waardoor de band doorging met het spelen op vele festivals in heel Europa - waaronder het Bang Your Head-festival en het Sweden Rock Festival - maar zelden aan volledige tournees begon. In 2018 vierden ze het 35-jarig jubileum van The Unexpected Guest door door het Verenigd Koninkrijk te toeren en alle nummers van het album te spelen, plus enkele andere klassiekers.
Op 26 maart 2024 kondigde de band een nieuw album aan: Invincible, dat op 17 mei zal verschijnen.

## Discografie

### Studioalbums
- 1981: Night of the Demon
- 1982: The Unexpected Guest
- 1983: The Plague
- 1985: British Standard Approved
- 1985: Heart Of Our Time
- 1987: Breakout
- 1989: Taking The World By Storm
- 1991: Hold on to the Dream
- 1992: Blow-out
- 2001: Spaced out Monkey
- 2005: Better the Devil You Know
- 2012: Unbroken
- 2016: Cemetery Junction
- 2024: Invincible

### Ep's
- 1984: Wonderland
- 1986: Demon

### Livealbums/compilaties
- 1990: One Helluva Night (live)
- 1991: Anthology
- 1999: The best of Demon: Volume one
- 2006: The Time Has Come - Best of Demon

### Video's
- 2008: The Unexpected Guest Tour - Live At Tiffany's 1982
- 2009: Up Close And Personal! Live In Germany 2006